# Arkansas City (Arkansas)
Arkansas City ist eine Stadt (Town) im Desha County des Bundesstaates Arkansas der Vereinigten Staaten. Der Ort ist Verwaltungssitz (County Seat) des Desha County.

## Lage
Die Stadt liegt heute etwa eine Meile westlich des Mississippi auf einer Höhe von 42 Metern über dem Meeresspiegel. Arkansas City liegt dabei in der Lower Mississippi Delta Region am National Scenic Byway der Arkansas Great River Road.

## Bevölkerung
Laut der Volkszählung 2020 lebten in Arkansas City 376 Personen. 193 Einwohner waren Weiße und 162 Afroamerikaner.

## Geschichte
Das Gemeindegebiet gehörte zum Siedlungsgebiet der Quapaw. Die ersten Europäer erreichten das Gebiet um 1673 mit der Expedition von Jacques Marquette und Louis Jolliet. 1682 folgten René-Robert Cavelier.
Nachdem das Gebiet mit dem Louisiana Purchase zu Beginn des 19. Jahrhunderts an die Vereinigten Staaten verkauft worden war, waren Isaac Adair und seine Schwester 1834 die ersten weißen Siedler. Ihren folgte 1835 die Familie von
Charley Campbell aus Lynchburg (Virginia), die 1838 im Stadtgebiet ihr Haus errichteten und das Land durch Sklaven bestellen ließen. Durch Drainagegräben wurde das Land zum Anbau hochwertiger Baumwolle entwässert und 1859 bis 1860 wurden Dämme gegen Überschwemmungen angelegt. Nach dem Bürgerkrieg wurde 1872 das erste Postamt eingerichtet und der Ort am 12. September 1873 als Town anerkannt. 1879 wurde Arkansas City zum Verwaltungssitz des County.

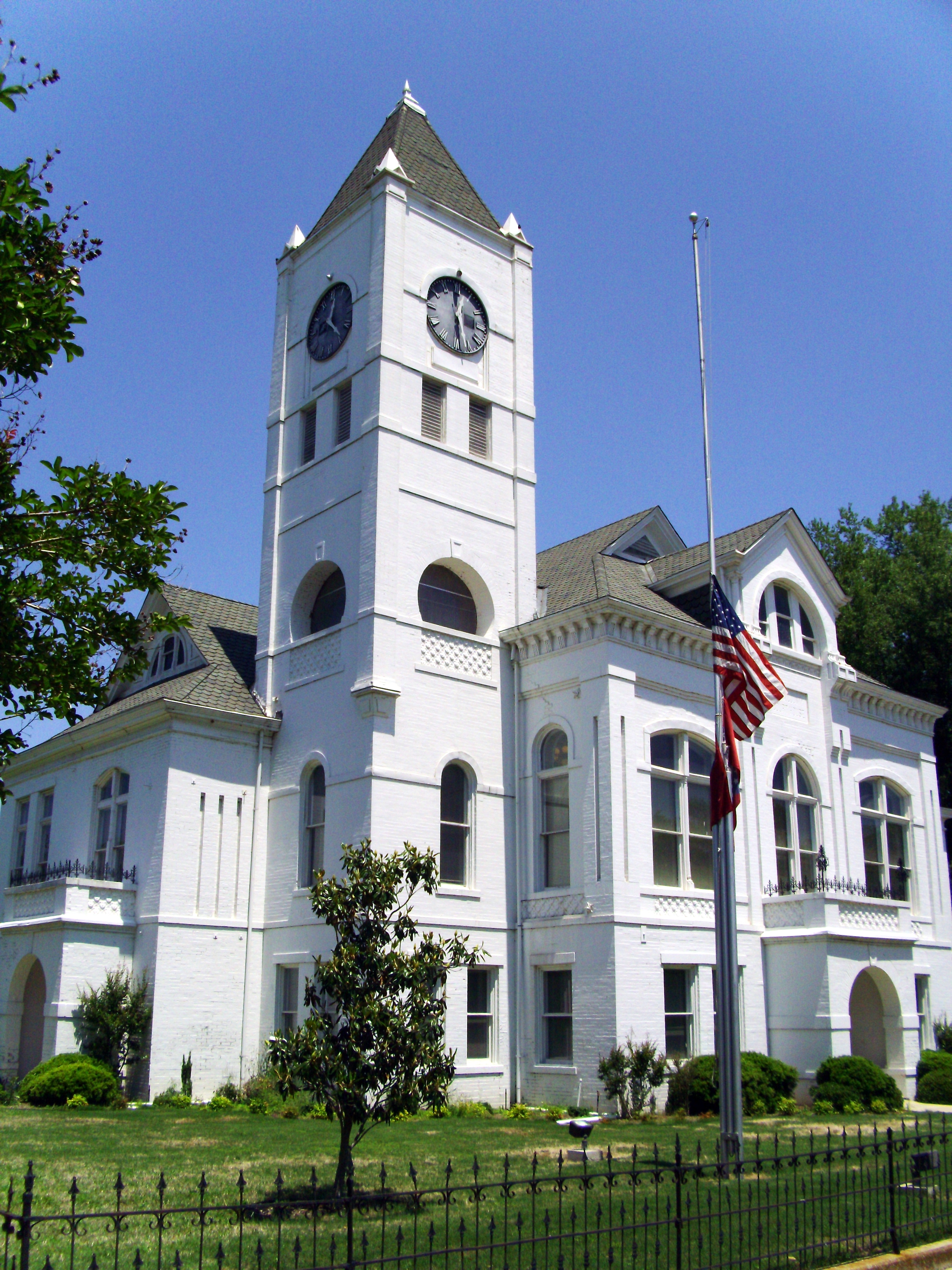
Desha County Courthouse

Durch seine damalige Lage unmittelbar am Mississippi und einem natürlichen Hagen für Dampfschiffe entwickelte sich Arkansas City zu einem wichtigen Hagen an dem Fluss. Es gab zwei Eisenbahnverbindungen, drei Sägewerke und vierzehn Saloons. Es gab mehrere Kirchen und zwei Ärzte ließen sich nieder. Die eingerichteten Schulen waren segregiert: Während die 1910 errichtete High School für weiße Kinder einen guten Ruf hatte, dauert die Schulbildung für afroamerikanische Schüler nur bis zur achten Klasse. 1891 wurde ein Opernhaus eröffnet, welches auch als Rathaus, Ballsaal und für Sportveranstaltungen diente. Unter anderem boxten hier John L. Sullivan 1891 und Jack Dempsey 1924.

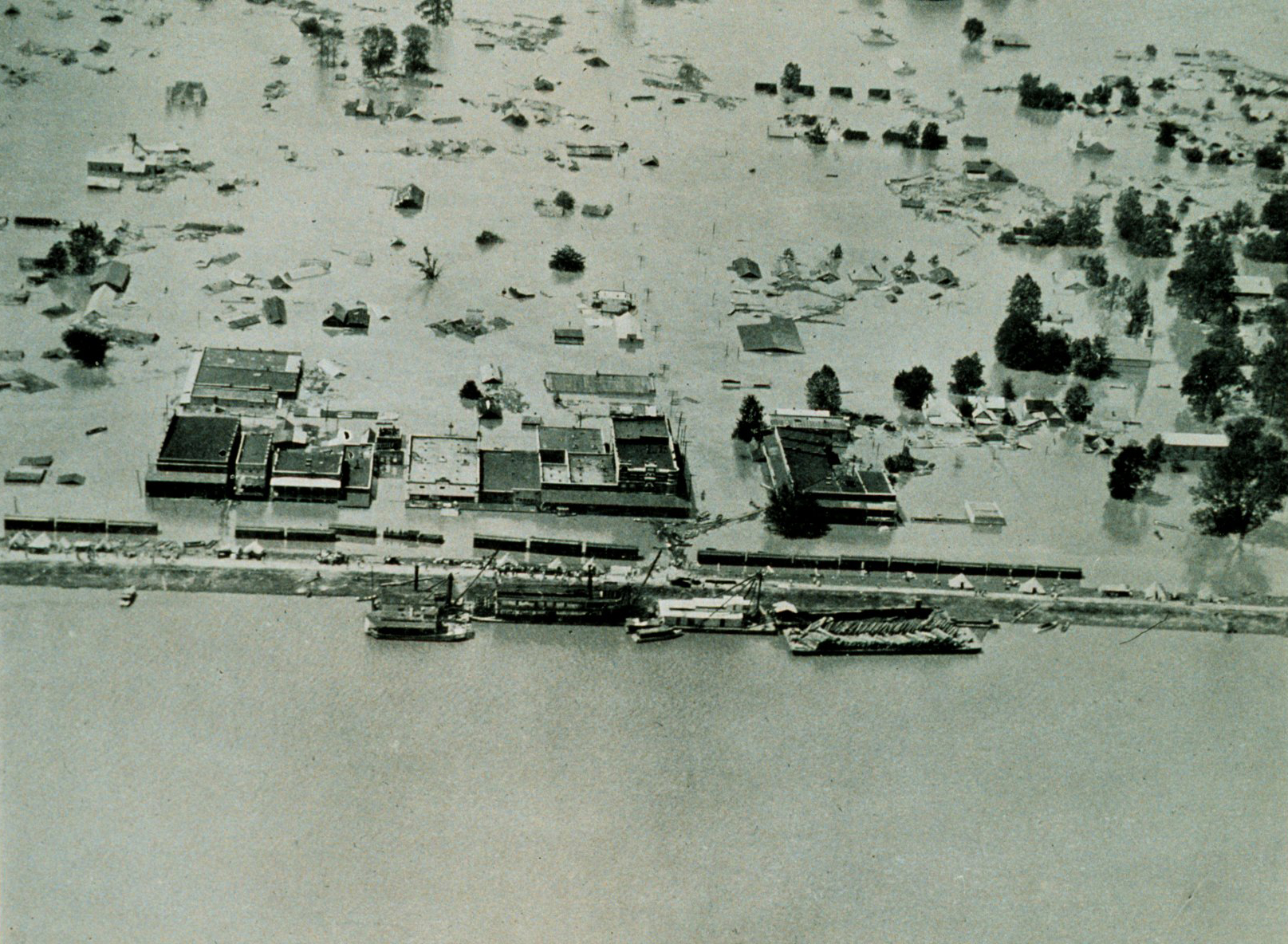
Arkansas City während der Überschwemmung 1927

Bei der Mississippiflut 1927 mussten in der Umgebung von Arkansas City etwa zweitausend Personen getestet werden. In der Folge des Hochwassers hatte sich das Flussbett des Mississippi etwa eine Meile nach Osten verlagert und die Stadt verlor damit ihren Hafen, was auch die Eisenbahnverbindungen unwirtschaftlich machte. Arkansas City sank danach nach und nach zur ländlichen Kleinstadt herab.

## Wirtschaft
Arkansas Citys Wirtschaft wird heute von der Landwirtschaft und dem Anbau von Baumwolle, Sojabohnen und Reis  geprägt. Daneben ziehen Jagd- und Fischmöglichkeiten einige Touristen an.

## Sehenswürdigkeiten

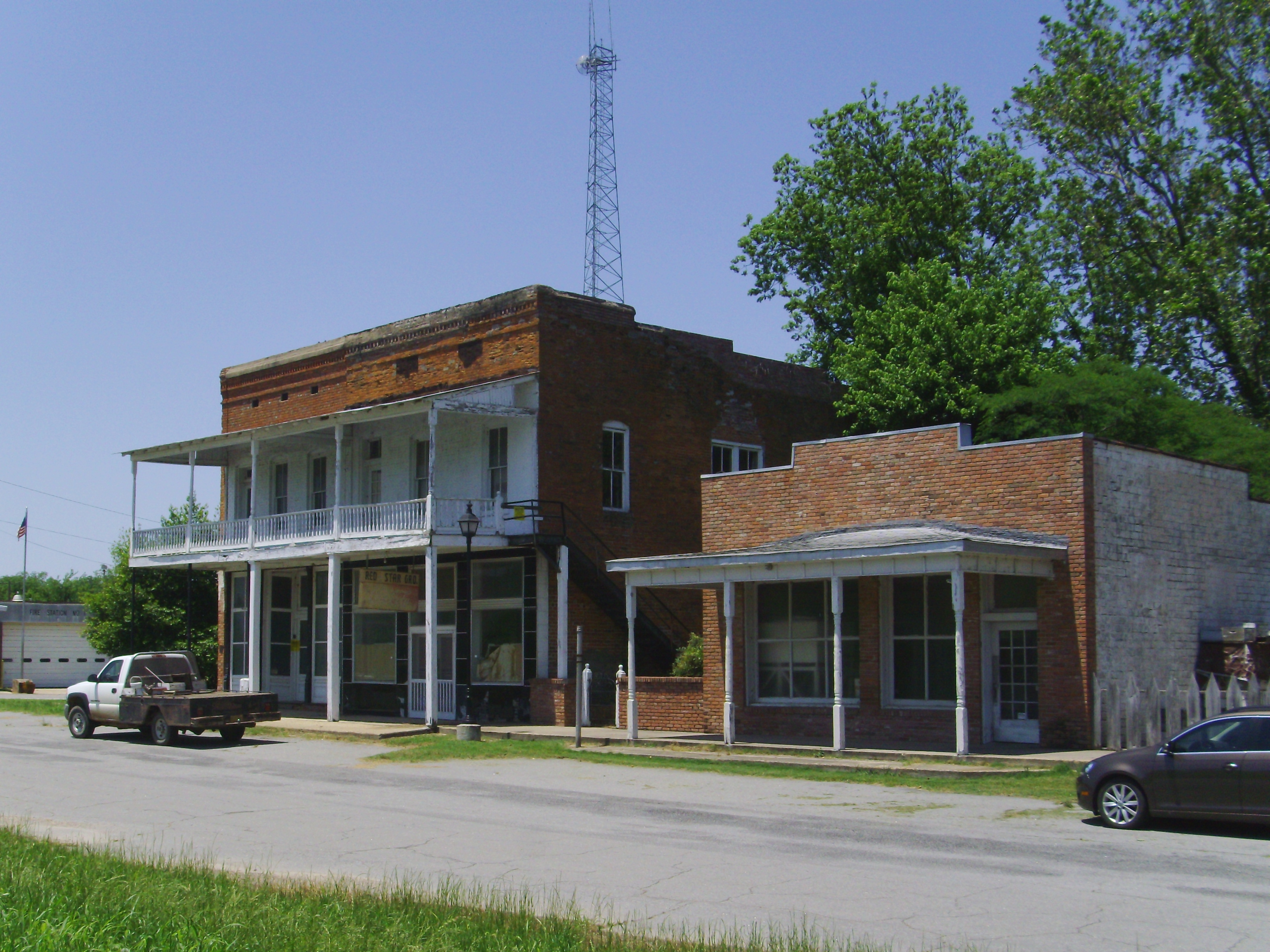
Gebäude im Arkansas City Commercial District

Der Arkansas City Commercial District ist in das National Register of Historic Places aufgenommen. In das Register wurden ferner das Dickinson-Moore House, das Hubert and Ionia Furr House, die 1920 lerrichtete Arkansas City High School und der Mound Cemetery aufgenommen. In der Nähe des um die Wende zum 20. Jahrhundert errichteten Gerichtsgebäudes befinden sich mit dem John H. Johnson Museum und dem Arkansas City Museum zwei Museen.

## Söhne und Töchter der Stadt
- Sara Sothern (1895–1994), Theaterschauspielerin
- John H. Johnson (1928–2005), Publizist
- Maxie Parks (* 1951), Sprinter